# シャンカラ

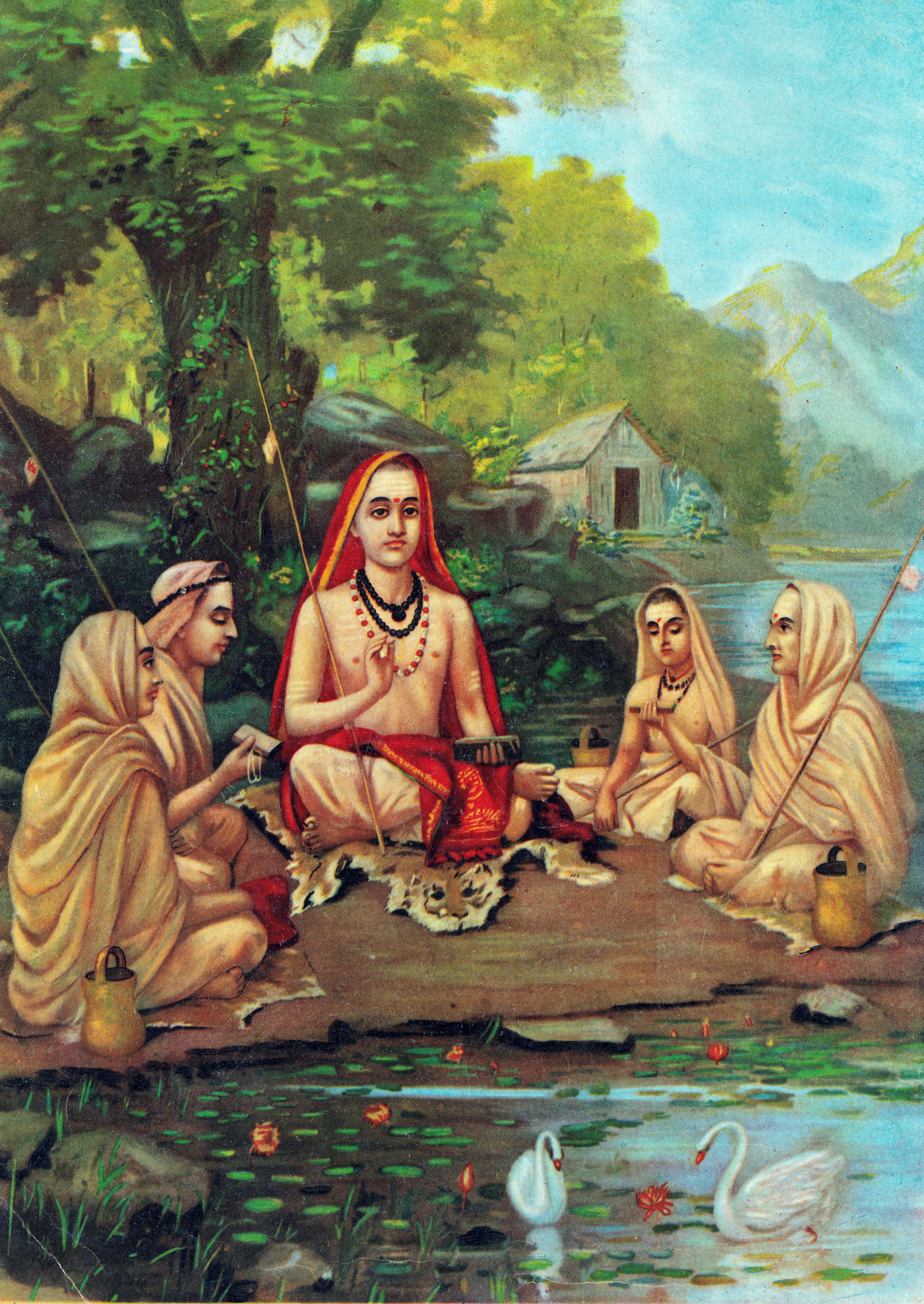
シャンカラ

初代シャンカラ（梵: आदि शङ्कर, Ādi Śaṅkara、700年頃 - 750年頃）は、マラヤーリ人の8世紀に活躍した中世インドの思想家。不二一元論（アドヴァイタ）を提唱した。

## 概略
「神の御足の教師」として知られた彼は、アドヴァイタ・ヴェーダーンタ哲学の教義を強化した最初の哲学者であった。彼の教えは、原因を必要とせず存立するところのブラフマン（梵）と、アートマン（我）は同一であるという主張に基づいている。スマートラの伝統において、インド神話ではシャンカラはシヴァ神の異名である。
シャンカラは、講話と他の哲学者との議論を通して自身の教えを伝達するため、インド各地を旅行した。彼は、ポスト仏教としてのヒンドゥー教とアドヴァイタ・ヴェーダーンタ哲学の布教の歴史の発展において、重要な役割を担う4つの僧院を設立した。
今日においても全てが現存しているというサンスクリットで書かれた彼の著書は、アドヴァイタ（非二元性）の教義を確立することに関するものである。しかし、300点を超える著作がシャンカラ著に帰せられているものの大部分は偽作と考えられている。主な著作は、ヴェーダーンタ派の根本聖典に対する現存最古の注釈『ブラフマ・スートラ注解』である。このほかシャンカラの真作と考えられる作品には『ブリハッド・アーラニヤカ』など、古ウパニシャッドに対する注解がある。シャンカラは教えを説く際に、ウパニシャッドや他のヒンドゥー教の聖典の広範囲から引用をおこなった。独立した著作物で彼の真作と思われるものとして『ウパデーシャ・サーハスリー』がある。これは、サーンキヤ学派や仏教に近い立場からの批判に対する反駁を、その内容としている。
シャンカラはヴェーダーンタの代表的な哲学者であるが、その思想は仏教との親近性が高いといわれる。歴史的にみれば、彼は仏教哲学をヴェーダーンタ哲学に吸収する役割を担ったともいえる。
シャンカラは、その解説書の中で仏教の多くの教義を批判している。しかし、彼の最も直接的な仏教批判は『ブラフマ・スートラ』2.2.32の注釈に見られる。
シャンカラはヒンドゥー教では「アートマン（魂、自我）が存在する」と主張し、仏教は「魂も自我もない」と述べている。
何人かの学者は、シャンカラの歴史的名声と文化的影響は数世紀後、特にイスラム教徒の侵略とその結果としてのインドの荒廃の時代に高まったと指摘している。シャンカラの伝記の多くは14世紀以降に執筆・出版されており、広く引用されているヴィディヤーナの『シャンカラ・ビジャヤ』などがある。

## 生涯

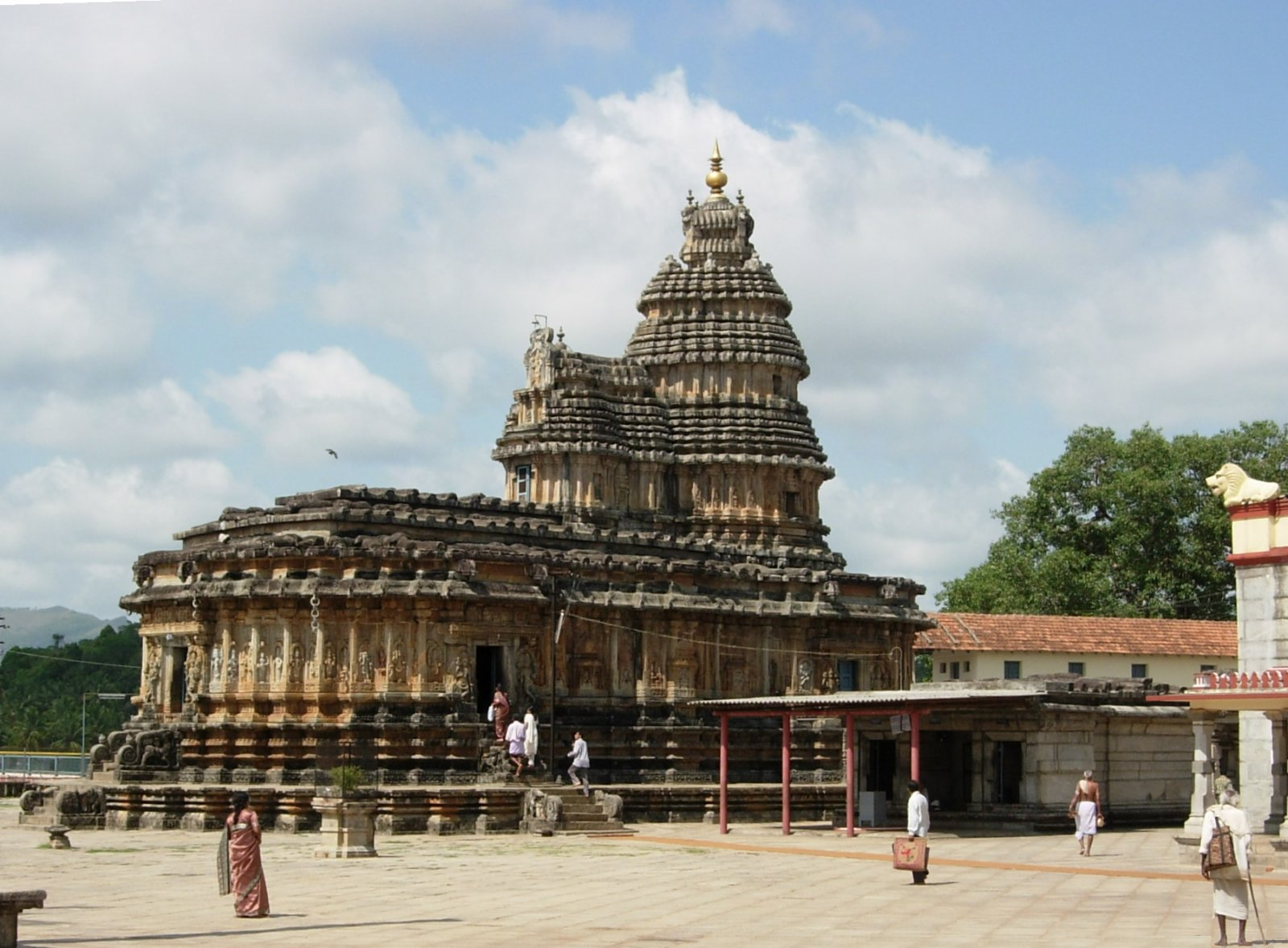
シュリンゲーリのシャンカラ派総本山

伝説では、インド半島南部のケーララ州カーラディの地でナムブーディリというバラモン階級の子として生まれたといわれている。伝説では「シヴァ神の化身」として描かれている。幼少時に父を亡くし、5歳の時にヴェーダ聖典学習の入門式を受け、7歳の時に師の元で学習を終えた。この時点で、すでに一切知者の状態に達していたといわれる。結婚することなく出家し、ゴーヴィンダに師事した。そののち、上述のように、全インドを遊行のために旅しており、そのなかでパドマパーダ、ハスターマラカ、トータカーチャーリヤ、ヴァールティカカーラという4人の弟子を得た。
シャンカラは正統的なバラモン教の歴史のなかで初めて僧院を建立した人物である。シャンカラは、東西南北に4つの僧院を創設し、4人の高弟をそれぞれに配置した。ヴェーダーンタ派の僧院は現在インドの各地にあるが、総本山はカルナータカ州のシュリンゲーリ・シャラーダ・ピーサムにあり、そのほか東部のプリー、西部のドヴァーラカー、ヒマラヤ山脈地方のバドリーナート、タミル・ナードゥ州のカーンチに主要な僧院が建てられている。
4つの僧院の法主の座は、現在は「シャンカラ・アーチャーリヤの座」と呼ばれ、ヴェーダーンタを体得した人でないとその座につけないので、空座になることも多い。シャンカラ・アーチャーリヤ（アーチャーリヤは「先生」の意）は直訳すると「シャンカラ（の）先生」となり、初代のシャンカラを表すときにはアーディ（「初代」の意）をつけて区別する。シャンカラ・アーチャーリヤはウパニシャッド聖典の真理を体得した聖者として、シャンカラの化身として尊敬と信仰を集め、現在のインドでも大きな社会的影響力がある。
シャンカラは、伝説ではヒマラヤ地方のケーダールナータの地で入滅したといわれている。

## 思想
ヴェーダーンタ哲学の不二一元論の立場を確立したインド最大の哲学者シャンカラは、原因を必要とせず存立するところのブラフマンと、個人の本体であるアートマンは本来同一であると主張した。上述のように、仏教思想からの影響を強く受け、「仮面の仏教徒」と称されることがある。シャンカラが目ざしたものは輪廻からの解脱であり、その手段は、バラモン教の経典『ヴェーダ』の注釈書（奥義書）である『ウパニシャッド』の説く宇宙の根本原理であるブラフマン（梵）と個体の本質であるアートマン（我）とは本来は同一であるという知識である。現実の日常経験がこの真理と矛盾しているのは、この知識を会得しない無知（無明）によるとし、肉体をも含めた一切の現象世界は無明によってブラフマンに付託されたものにすぎないものであって、本来実在しないと説いて幻影主義的な一元論（不二一元論）を唱えた。不二一元論は現代にいたるもインド思想界の主流をなす教説として知られている。